# Léon de Herckenrode
Léon de Herckenrode, né le 15 mars 1818 à Huy et mort le 22 octobre 1880 à Gand, est un érudit et généalogiste belge.

## Biographie
Léon de Herckenrode, baron Jacques Salomon François Joseph Léon de Herckenrode, est le fils d'Auguste-Joseph de Herckenrode et de Pauline-Charlotte de Berlaere. En 1846, il bénéficie d'une reconnaissance de noblesse et de la concession du titre de baron transmissible par ordre de primogéniture masculine.
Il a passé la plus grande partie de sa vie à Saint-Trond, dans la province de Limbourg.
En 1846, il est nommé membre correspondant de l'Académie royale d'archéologie de Belgique. Il publie plusieurs articles à caractère généalogique et historique dans la revue de cette institution, les Annales de l'Académie d'archéologie de Belgique. Parmi ses travaux historiques notables, figure un important épitaphier de la province Limbourg, publié en 1845, qui compte plus de 3000 noms de famille, et en 1865 la réédition augmentée du Nobiliaire des Pays-Bas et du comté de Bourgogne de Jean Charles Joseph de Vegiano.

## Publications
- Vie de la comtesse Marie d'Oyenbrugge dite de Duras première supérieure du couvent de Berlaymont à Bruxelles, précédée d'une notice sur Marguerite comtesse de Berlaymont, née comtesse de Lalaing, fondatrice dudit couvent, Bruxelles, Vanderborght, 1844 (lire en ligne).
- Collection de tombes, épitaphes et blasons, recueillis dans les églises et couvents de la Hesbaye, auxquels on a joint des notes généalogiques sur plusieurs anciennes familles qui ont habité ou habitent encore ce pays, Gand, F. et E. Gyselynck, 1845, 805 p.
- Notice historique sur la commune de Rummen et sur les anciens fiefs de Grasen, Wilre, Binderveld et Weyer, en Hesbaye, Gand, 1846.
- « Une amulette : légende en vers de Sainte Marguerite, tirée d'un ancien manuscrit », Le Bibliophile belge, t. IV,‎ 1847, p. 2-23.
- Généalogie historique et chronologique des anciens patriarches depuis la création du monde jusqu'à la naissance de Notre-Seigneur J.-C., dressée d'après la Sainte Ecriture, Bruges, 1855.
- Généalogie de la famille de Cupere, de Cuyper ou de Kuyper, Gand, F. et E. Gyselynck, 1862, 23 p. (lire en ligne).
- Nobiliaire des Pays-Bas et du comté de Bourgogne, par M. de Vegiano, Sr d'Hovel, et neuf de ses suppléments, rédigés et classés en un seul ouvrage, Gand, Imprimerie et lithographie de F. et E. Gyselynck, 1865-1868, 4 vol. Lire en ligne.
- Notice généalogique concernant la famille d'Hoop de Synghem, Gand, E. et S. Gyselynck, 1874, 15 p.